# Kingda Ka
Kingda Ka är en berg- och dalbana på nöjesfältet Six Flags Great Adventure i New Jersey i USA. Banan öppnade 31 maj 2005. Kingda Ka var världens högsta och näst snabbaste berg- och dalbana 2012. Den toppade listan med sina 139 m. 2014 öppnade världens högsta fritt fall, Zumanjaro: Drop of Doom, på utsidan av Kingda Ka. Den är drygt 126 meter hög och har en topphastighet på 206 km/h. Kingda ka stängdes den tionde november 2024. 